# زمن بادوعني (المكلا)

تعديل مصدري - تعديل

زمن بادوعني هي إحدى قرى عزلة المكلا بمديرية المكلا التابعة لمحافظة حضرموت، بلغ تعداد سكانها 104 نسمة حسب تعداد اليمن لعام 2004.